# Ensemble Turan
Pour les articles homonymes, voir Turan.
L'ensemble Turan (en Kazakh : Ер Тұран, translittération latine : Er Turan), également appelé Ensemble Ethno-folklorique Turan (russe : "Тұран" этно-фольклорлық ансамблі), est un groupe de musique kazakhe traditionnelle et moderne à la fois, de grande influence turco-mongole, interprétant principalement de la musique d'influence shamanique. Il est formé par de musiciens qui décidèrent de créer un groupe au cours de leurs études au Conservatoire national kazakh (Қазақ ұлттық консерваториясы) à Almaty.

## Description
Le nom du groupe provient du nom persan Touran, qui décrit la zone de l'Asie centrale où vivaient les Turcs et signifie littéralement "Les Turcs" .
Ce groupe utilise dans le chant la technique du khöömei, ainsi que 20 sortes d'instruments de musique parmi lesquels les luths nommés zhetygen (Жетіген), sherter ou dombra, la viole kyl kobyz (considérée au Kazakhstan comme la plus ancienne du monde), les flûtes sybyzgy et saz syrnay, de la guimbarde (en Kazakh : sheng-qobyz) et un certain nombre d'instruments à percussion (entre autres asatayak (Асатаяк) et dangyra (Дангыра), les deux instruments des chamans kazakhs), des tribus nomades d'Asie centrale. Leurs concerts se limitent parfois à la musique, d'autre fois des cérémonies shaman et des éléments théâtraux modernes y sont ajoutés.
Ce groupe joue également occasionnellement avec le « Orchestre symphonique du conservatoire national de musique kazakhe de Kurmangazy »,.
Ils ont reçu de la part du président de la république kazakhe, le titre de groupe d'honneur national des concerts de musique kazakh et représentent cette culture lors de différents événements liés au Kazakhstan autour du monde, comme lors du festival d'arts traditionnels Asie-Pacifique de 2014, ou bien un événement de présentation de la culture kazakh à Paris à côté du musée du Louvre en novembre 2014, ainsi qu'une tournée avec l'orchestre symphonique national dans différentes villes des États-Unis.

## Membres du groupe
| Nom                      | Instruments    | Photographie |
| ------------------------ | -------------- | ------------ |
| Abzal Arykbaev           | Shankubyz      |              |
| Bauirzhan Bekmukhanbetov | dombra         |              |
| Erzhigit Aliyev          | zhetygen       |              |
| Maxat Medeubek           | Kobyz          |              |
| Serik Nurmoldaev         | tambour chaman |              |

## Discographie

### Albums
- 2011 : Ер Тұран, label Snecc Entertainment.
- 2017 : Ұлы Тұран, label Snecc Entertainment.
- 2024 : Tamyr I Part.

### Singles et EP
- 2022 : Dombyra, label Snecc Entertainment, single.
- 2022 : Folk & Symphony (live), label Snecc Entertainment, EP.
- 2023 : Qorqyt, label Snecc Entertainment, single.